# 3548 Eurybates
3548 Eurybates este un asteroid descoperit pe 19 septembrie 1973 de Cornelis van Houten.